# Neoclytus rufus
Neoclytus rufus är en skalbaggsart som först beskrevs av Olivier 1795. Neoclytus rufus ingår i släktet Neoclytus och familjen långhorningar.
Artens utbredningsområde är:
- Guyana.
- Panama.
- Paraguay.
- Venezuela.

Inga underarter finns listade i Catalogue of Life.